# Canal de Jonglei
Le canal de Jonglei est un projet inachevé de canal dans le Soudan du Sud. L'enjeu du canal est d'éviter au Nil blanc de parcourir le marais du Sudd où s'évapore une grande partie de l'eau du fleuve. Le canal aurait permis ainsi une plus grande consommation d'eau pour le Soudan et l'Égypte, en faisant disparaitre les marais. 

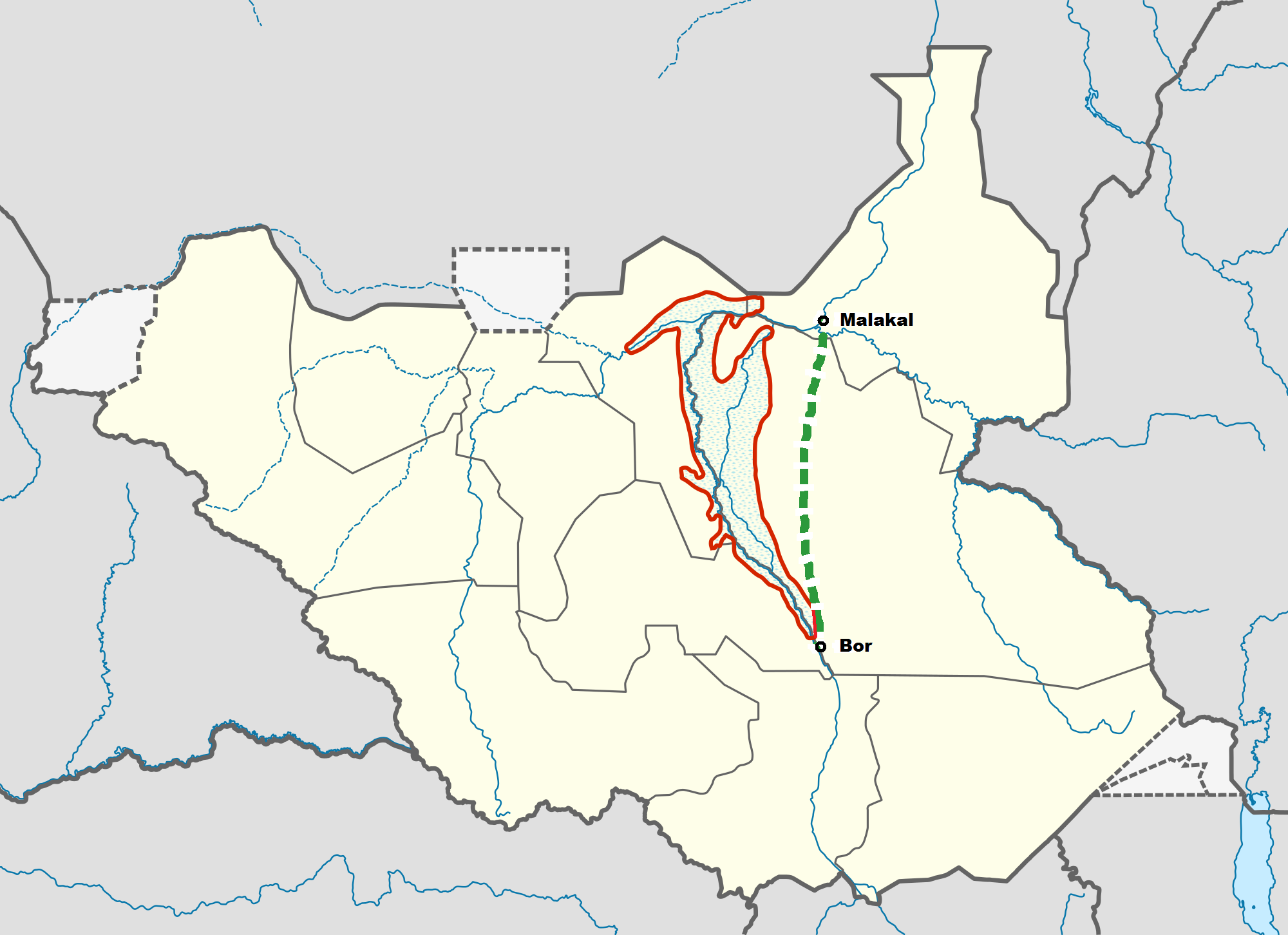
Tracé du canal, destiné à contourner les marais du Sudd.

L’initiative de ce projet a été étudiée par les Égyptiens et les Anglais pour la première fois en 1898. En 1946, une commission est établie : le « jonglei investigation team » et publie un rapport en 1953. Les plans sont élaborés entre 1954 et 1959, et les travaux ont débuté en 1978. Mais l'Armée populaire de libération du Soudan  (APLS) via la Seconde Guerre civile soudanaise de par les impacts que le projet aurait eu sur l'agriculture a délibérément arrêté les travaux en 1984. Lors de l'arrêt des travaux 240 km sur les 360 km avait déjà été creusés, depuis lors aucun travail supplémentaire significatif n'a été entrepris. Depuis l'indépendance du Soudan du Sud en 2013, le projet, qui ne relève pas de l'intérêt du nouveau pays, semble abandonné.